# باشگاه فوتبال میترا کوکار
باشگاه فوتبال میترا کوکار (به سادگی به عنوان پی‌اس میترا کوکار یا میترا کوکار شناخته می‌شود) یک باشگاه فوتبال حرفه ای اندونزیایی است که در تنگارونگ، کویتی کارتنگرا، کالیمانتان شرقی واقع شده است. آنها در حال حاضر در لیگ ۴ رقابت می‌کنند.